# Surinaamse parlementsverkiezingen 1946
De Surinaamse parlementsverkiezingen in 1946 vonden plaats in februari en maart van dat jaar. Het had betrekking op de zittingsperiode van de Staten van Suriname van in principe vier jaar die begon op 2 april 1946. Van de 22 kandidaten was Grace Schneiders-Howard de enige vrouw.
| Kandidaat              | Stemmen in de eerste ronde | Stemmen in de tweede ronde | resultaat |
| ---------------------- | -------------------------- | -------------------------- | --------- |
| B.W.H. Bos Verschuur   | 1198                       | -                          | gekozen   |
| A.T. Calor             | 520                        | 430                        | x         |
| R.B.W. Comvalius       | 398                        | 461                        | x         |
| J.H.E. Ferrier         | 824                        | -                          | gekozen   |
| D.G.A. Findlay         | 851                        | -                          | gekozen   |
| E.J. de la Fuente      | 795                        | -                          | gekozen   |
| S.F. Helstone          | 293                        | -                          | x         |
| J.E. Ho A Sjoe         | 721                        | 731                        | gekozen   |
| C.H.H. Jong Baw        | 665                        | 537                        | gekozen   |
| W.E. Juglall           | 193                        | -                          | x         |
| F.H.R. Lim A Po        | 984                        | -                          | gekozen   |
| J.A. Mac May           | 203                        | -                          | x         |
| L.M. Meursinge         | 662                        | 536                        | x         |
| J.A. de Miranda        | 1006                       | -                          | gekozen   |
| C. Prins               | 75                         | -                          | x         |
| G.R. Schneiders-Howard | 376                        | -                          | x         |
| H. Seljee              | 350                        | -                          | x         |
| A.L.R. Smit            | 1053                       | -                          | gekozen   |
| L.Chr.R. Vrede         | 226                        | -                          | x         |
| E.Th.L. Waller         | 653                        | 668                        | gekozen   |
| A.A. Warner            | 64                         | -                          | x         |
| C.E. Wolff             | 103                        | -                          | x         |

Bij de eerste ronde in februari waren er 1454 geldig uitgebrachte stembiljetten waarbij een kiezer voor meer dan een kandidaat kon stemmen. Er waren 10 zetels te verdelen en om in de eerste ronde gekozen te kunnen worden had een kandidaat de stem nodig van meer dan de helft van de geldig uitgebrachte stembiljetten (minstens 728 stemmen). Zeven kandidaten voldeden aan die voorwaarde. Op 22 maart was de 'herstemming' waaraan alleen Calor, Comvalius, Ho A Sjoe, Jong Baw, Meursinge en Waller mee konden doen. Hiervan werden de drie kandidaten met de meeste stemmen verkozen tot Statenlid.
Zes personen werden herkozen. De nieuw gekozen Statenleden waren: Ferrier, Findlay, De la Fuente en Ho A Sjoe. 
Door de gouverneur werden de volgende heren benoemd:
- Adriaan Cornelis Jasper Marius Alberga
- Ming Doelman
- Asgar Karamat Ali
- Herman Luitink
- Sewraan Rambaran Mishre

Vier personen daarvan werden herbenoemd; nieuw was Ming Doelman die in de plaats kwam van Hendrik Miskin. Lim A Po bleef voorzitter en Smit volgde Alberga op als vicevoorzitter.
Bij deze verkiezingen mochten alleen mannen die aan bepaalde voorwaarden voldeden (census en capaciteit) stemmen. In 1948 werd in Suriname het algemene kiesrecht ingevoerd en in mei 1949 waren de eerste algemene verkiezingen in Suriname.
Mutaties:
- Eind 1946 benoemde de gouverneur H.L. de Vries in plaats van Alberga.
- In 1947 stapte voorzitter Lim A Po op waarna P. Wijngaarde verkozen werd en De Vries de nieuwe voorzitter werd.
- Smit werd in 1948 opgevolgd door O.J. Wong.
- Nadat Ferrier in 1948 was opgestapt werd L.A. Lauriers verkozen tot Statenlid.
- Kort daarop werd Waller lid van College van Bijstand/College van Algemeen Bestuur (CAB) waarna G.J.C. van der Schroeff hem opvolgde als Statenlid.
- In januari 1949 Archibald Currie in plaats van H.L. de Vries. Hij kwam als laatste door de gouverneur benoemd lid in de Staten van Suriname.[1]